# گیل‌پرده‌سر
گیل‌پرده‌سر روستایی است از توابع بخش سنگر شهرستان رشت در استان گیلان ایران.

## جمعیت
این روستا در دهستان سنگر قرار دارد و براساس سرشماری مرکز آمار ایران در سال ۱۳۸۵، جمعیت آن ۱۸۶۵ نفر (۵۱۲خانوار) بوده‌است.